# The Springfields
The Springfields war ein britisches Folk-Trio, das sich in den frühen 1960er Jahren um die später als Solosängerin international bekannt gewordene Dusty Springfield formierte.

## Biografie
Anfang der 1960er Jahre gründeten die Geschwister Tom und Dusty Springfield gemeinsam mit Tim Feild in London die Gruppe The Springfields. Das Repertoire bestand aus Folk-Songs, die größtenteils von Tom Springfield geschrieben wurden.
Erster kommerzieller Erfolg stellte sich bereits im September 1961 ein, als die Single Breakaway in die UK-Charts einstieg und Platz 31 erreichte. Zwei Monate später stand Bambino auf Platz 16 der englischen Hitparade. Daraufhin wurde die Band 1962 von Lesern der britischen Musik-Zeitschrift Melody Maker zur besten Vokalgruppe gewählt.
Im August 1962 gelang der Gruppe mit ihrer Version des 1956er Wanda-Jackson-Liedes Silver Threads and Golden Needles der Sprung in die amerikanischen Singlecharts, wo das Lied bis auf Platz 20 kletterte. Das gleichnamige Album und die folgende Auskopplung Dear Hearts and Gentle People platzierten sich zwar ebenfalls in den Album- bzw. Singlecharts, allerdings nur noch auf unteren Positionen. Danach konzentrierte sich der Erfolg der Formation wieder auf das Vereinigte Königreich, wo die Single Island of Dreams im Dezember des Jahres bis auf Platz 5 stieg und sich 26 Wochen in den Charts hielt, was das Lied zum größten Hit der Band machte.
Die Gruppe veröffentlichte in Großbritannien zwei Studioalben: Kinda Folksy (Philips UK LP BBL 7551, 1961) und Folk Songs from the Hills (Philips UK LP 632 304 BL, 1963). In den USA erschien 1962 eine alternative Albumversion mit dem Titel Silver Threads and Golden Needles (Philips US PHM 200-052). 
Nach dem Abstecher in die USA verließ Feild im Februar 1962 die Band und wurde durch Mike Hurst ersetzt. Mit der Single Say I Won’t Be There gelang noch einmal der Einstieg in die englischen Top 10 auf Platz 5. Für Come On Home reichte es im Sommer nur für Platz 31. Nach einem letzten Auftritt bei Sunday Night at the London Palladium im Oktober 1963 trennte sich das Trio. Dusty Springfield begann danach eine erfolgreiche Solokarriere, ihr Bruder arbeitete als Songwriter, u. a. für The Seekers, und Hurst machte sich als Produzent für Cat Stevens und andere Künstler einen Namen.

## Mitglieder
- Dusty Springfield (eigentlich Mary Catherine Isabel Bernadette O’Brien, * 16. April 1939, † 2. März 1999) – Gesang, Gitarre
- Tom Springfield (eigentlich Dionysius „Dion“ P. A. O’Brien, * 2. Juli 1934, † 27. Juli 2022) – Gesang, Gitarre, Songwriting[2]

- Tim Feild (eigentlich Richard Timothy Feild, * 15. April 1934, † 31. Mai 2016) – Gesang, Gitarre – bis 1962
- Mike Hurst (eigentlich Michael John Longhurst Pickworth, * 19. September 1941) – Gitarre, Gesang – ab 1962 für Feild

## Diskografie

### Studioalben
| Jahr | Titel                           | Höchstplatzierung, Gesamtwochen, AuszeichnungChartplatzierungen (Jahr, Titel, Platzierungen, Wochen, Auszeichnungen, Anmerkungen) | Höchstplatzierung, Gesamtwochen, AuszeichnungChartplatzierungen (Jahr, Titel, Platzierungen, Wochen, Auszeichnungen, Anmerkungen) | Anmerkungen |
| Jahr | Titel                           | UK | US | Anmerkungen |
| ---- | ------------------------------- | --- | --- | ----------- |
| 1962 | Silver Threads & Golden Needles | — | US91 (4 Wo.)US |             |

Weitere Studioalben
- 1961: Kinda Folksy
- 1962: Selftitled
- 1962: The Springfields Sing Again
- 1963: Folk Songs from the Hills

### Kompilationen
- 1965: The Springfields Story (2 LPs)
- 1974: Island of Dreams
- 1997: Over the Hills and Far Away
- 1998: The Very Best of the Springfields
- 2007: On an Island of Dreams

### EPs
- 1962: Kinda Folksy Number One
- 1962: Kinda Folksy Number Two
- 1962: Kinda Folksy Number Three
- 1962: Christmas with the Springfields
- 1963: Hit Sounds
- 1963: Ha llegado navidad
- 1963: Ya estan aqui

### Singles
| Jahr | Titel Album                                                     | Höchstplatzierung, Gesamtwochen, AuszeichnungChartplatzierungen (Jahr, Titel, Album, Platzierungen, Wochen, Auszeichnungen, Anmerkungen) | Höchstplatzierung, Gesamtwochen, AuszeichnungChartplatzierungen (Jahr, Titel, Album, Platzierungen, Wochen, Auszeichnungen, Anmerkungen) | Anmerkungen |
| Jahr | Titel Album                                                     | UK | US | Anmerkungen |
| ---- | --------------------------------------------------------------- | --- | --- | ----------- |
| 1961 | Breakaway Selftitled                                            | UK31 (8 Wo.)UK | — |             |
| 1961 | Bambino The Springfields Story                                  | UK16 (11 Wo.)UK | — |             |
| 1962 | Silver Threads and Golden Needles                               | — | US20 (10 Wo.)US |             |
| 1962 | Dear Hearts and Gentle People Silver Threads and Golden Needles | — | US95 (3 Wo.)US |             |
| 1962 | Island of Dreams Selftitled                                     | UK5 (26 Wo.)UK | — |             |
| 1963 | Say I Won’t Be There Selftitled                                 | UK5 (15 Wo.)UK | — |             |
| 1963 | Come On Home The Springfields Story                             | UK31 (6 Wo.)UK | — |             |

Weitere Singles
- 1961: Dear John
- 1961: Swahili Papa
- 1962: Goodnight Irene
- 1963: Little by Little
- 1963: Waf-Woof
- 1964: If I Was Down and Out